# The Jubalaires
The Jubalaires, in eerste instantie bekend als Royal Harmony Singers, was een Amerikaanse gospelgroep die actief was tussen 1935 en de jaren 50. Opvallend aan de muziekstijl was de ritmische manier van het overbrengen van teksten, hetgeen heden ten dage wordt gezien als de voorloper van rap. Van het nummer Noah uit 1946 wordt zelfs gezegd dat het de eerste opname van een rapnummer ooit is.

## Geschiedenis
In de beginjaren heette de groep nog Royal Harmony Singers, maar rond 1942 werd de naam gewijzigd in The Jubalaires. In 1941 begonnen de leden een eigen radioshow in Florida. Na de naamswijziging tekende de groep een platencontract bij Decca Records en scoorde in 1942 een hit met het nummer Praise the Lord and Pass the Ammunition, dat op 14 november van dat jaar op nummer 10 van de R&B-hitlijst belandde. De tekst verwees naar de aanval op Pearl Harbor, die een jaar eerder had plaatsgevonden. Nadien volgden nog de singles Before This Time Another Year/Ezekiel (Saw the Wheel A Rollin'), God Almighty's Gonna Cut You Down/Go Down Moses en My God Called Me This Morning/Ring That Golden Bell. Laatstgenoemde singles werden uitgebracht door King Records.
Op 27 november 1945 vond een opname met de band van Andy Kirk plaats. De opname werd uitgebracht door Decca Records op de lp I Know/Get Together with the Lord. Een derde nummer uit de opnamesessie, Soothe Me, werd achtergehouden. In 1946 verzorgde The Jubalaires een optreden in de radioshow van Arthur Godfrey op CBS. In 1948 nam Willie Johnson van The Golden Gate Quartet de positie van leadzanger over.
In 1950 had The Jubelaires een gastrol in de film Duchess of Idaho. Inmiddels had de groep een nieuw platencontract, ditmaal bij Capitol Records. De single David and Goliath/I've Done My Work kon rekenen op een positieve recensie van het tijdschrift Billboard. Ook de single Dreaming of the Ladies in the Moon uit 1954, uitgebracht door Crown Records, werd goed onthaald: zo kende Billboard het nummer in de uitgave van 17 april 1954 een score van 78/100 toe.